# Gerard Maristany i Maristany
Gerard Maristany i Maristany, Grau Maristany o Grau Til·là (el Masnou, 31 d'octubre de 1874-1970) va ser un músic, compositor, mestre de música, director de coral i d'ofici xocolater, molt vinculat a la vida associativa del Masnou i especialment a la coral de La Calàndria (La Calàndria, 100 anys... p. 207)

## Biografia
El seu pare i el seu avi matern portaren igualment el nom de Grau (oficialment Gerard o Gerardo) i els cognoms Maristany i Maristany. En aquest aspecte, Maristany era un cognom molt abundant al Masnou de la seva època i per aquesta raó al compositor se'l distingia amb el malnom de Grau Til·là.
Estudià al conservatori de Mataró i posteriorment acompanyà al piano sessions de cinema mut. Entre els anys 1906 i 1907, Grau Til·là, que era el mestre i director de la coral "La Calàndria" del Casinet del Masnou, va liderar-ne l'escissió per fundar una nova entitat amb el nom de la coral; aquest trencament portà a situacions tenses a la població, agreujades perquè el director s'emportà el penó de la coral, que el Casino considerava de la seva propietat (La Calàndria, 100 anys... p. 13-14). La vinculació del mestre Maristany amb la nova entitat continuà al llarg dels anys, i la Junta de La Calàndria el nomenà "Mestre Honorari" del cor al desembre del 1926 (La Calàndria, 100 anys... p. 76), així com li concedí la Medalla d'Or dels 50 Anys al 1957 (La Calàndria, 100 anys... p. 184). Finalment, la Junta feu constar en l'acta del dia 22 de març del 1970 el sentiment per la (suposadament recent) "mort del soci fundador i primer mestre de la Secció Coral i entusiasta mutualista, el mestre Gerardo Maristany Maristany (e. p. d.)" (La Calàndria, 100 anys... p. 206-207)
La tasca compositiva de Grau Maristany no ha estat gaire estudiada, per bé que "La Calàndria", focus central de la seva vida, en conserva partitures a l'arxiu. Es registra que al 20 de març del 1904 s'estrenà el Teatre-Circ del Masnou la sarsuela Amors d'estiu, en un acte i en vers, amb lletra de Josep Pujadas Truch i música de Gerard Maristany amb aquest darrer dirigint el cor. El 1921, en Maristany creà el grup de cançons humorístiques "Els Gafarrons", que funcionà entre 1921 i 1925; el músic n'arranjava les músiques de les caramelles basant-se sempre en melodies populars que els cantaires poguessin conèixer d'antuvi. Uns anys més tard, el 26 de desembre del 1928 la Societat Coral "La Calàndria" homenatjà el compositor fent una audició pública monogràfica de les seves sardanes Masnouenca, La festa del Roser, Records de muntanya, L'aplec de la Cisa, Rondalla amorosa i Festa pastoral per la "Cobla Catalònia" de Barcelona. L'aplec de la Cisa s'interpretà novament al juliol de l'any següent, quan els "Amics de la Sardana" del Masnou dedicaren una ballada als compositors masnovins Jaume Sampera i Pagès, Lluís M. Millet, Felicià Maresma, Silveri Fàbregas, Martí Cabús i en Maristany mateix, interpretant-ne una sardana de cadascun.

## Obres
Va ser autor de moltes de les cançons de les caramelles masnovines com a autor o bé adaptador de les músiques. Es ressenya que apareix als llibrets de "La Calàndria" del 1907 i del 1911 i al de la colla "Els Gafarrons" del 1921.

### Sardanes
- L'aplec de la Cisa (1928), dedicada al santuari premianenc[8]
- Cançó de Nadal
- Cel blau
- Esperança
- La festa del Roser (abans del 1929)[7]
- Festa pastoral (abans del 1929)[7]
- Infantesa
- Marinera
- Masnouenca (abans del 1929)[7]
- Records de muntanya (abans del 1929)[7]
- Rondalla amorosa (abans del 1929)[7]
- Vallmora